# Luc-Joseph Okio
Luc-Joseph Okio est un diplomate et homme politique congolais né en 1949 à Djambala (Congo). Ancien ambassadeur de la république du Congo en Turquie et en Suisse, il est depuis mai 2021 ministre délégué auprès du Premier ministre, chargé de la Réforme de l'État dans le gouvernement Makosso.

## Biographie

### Jeunesse et études
Luc-Joseph Okio naît en 1949 à Djambala, ville du département des Plateaux. Il fait ses études supérieures en France, décrochant un doctorat en science politique et études africaines à l'Université Bordeaux-I en 1986,.

### Carrière diplomatique

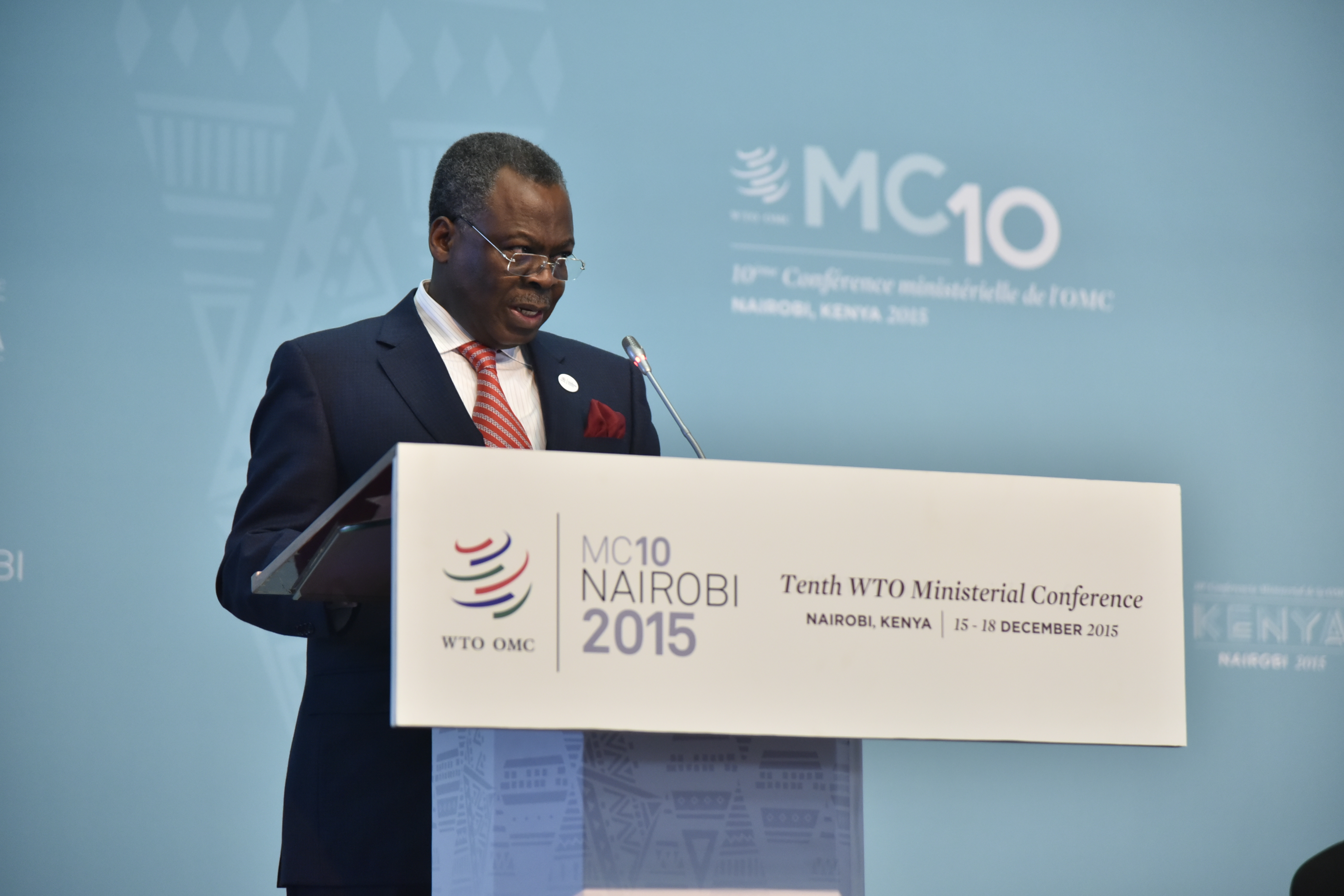
Discours de Luc-Joseph Okio à l'OMC en 2015

Luc-Joseph Okio fait ensuite carrière dans la diplomatie, et devient ambassadeur du Congo en Suisse à partir de 2009. Il sera également ambassadeur auprès du bureau des Nations unies à Genève, ainsi qu'ambassadeur auprès de l'OMC et de l'IAEA (2012). Début 2017, il fait cependant partie des 16 ambassadeurs rappelés au pays par le ministre des Affaires étrangères, Jean-Claude Gakosso, qui souhaite rajeunir et redynamiser la diplomatie congolaise.
À partir de janvier 2018, il devient ambassadeur de la république du Congo en Turquie,, tout en ayant également juridiction en Iran, au Pakistan, au Liban, en Irak, en Ukraine, en Géorgie et à Chypre.

### Carrière politique
En mai 2021, à la suite de la réélection du président Denis Sassou-Nguesso pour un 4e mandat consécutif, il est nommé ministre délégué auprès du Premier ministre, chargé de la Réforme de l'État dans le nouveau gouvernement d'Anatole Collinet Makosso. Il prend officiellement ses fonctions le 22 mai, succédant à Firmin Ayessa.

## Distinction
Luc-Joseph Okio est élevé à la dignité d'Ambassadeur du Congo par décret présidentiel no 2021-40 du 20 janvier 2021.